# Altes Amtshaus Hüsten

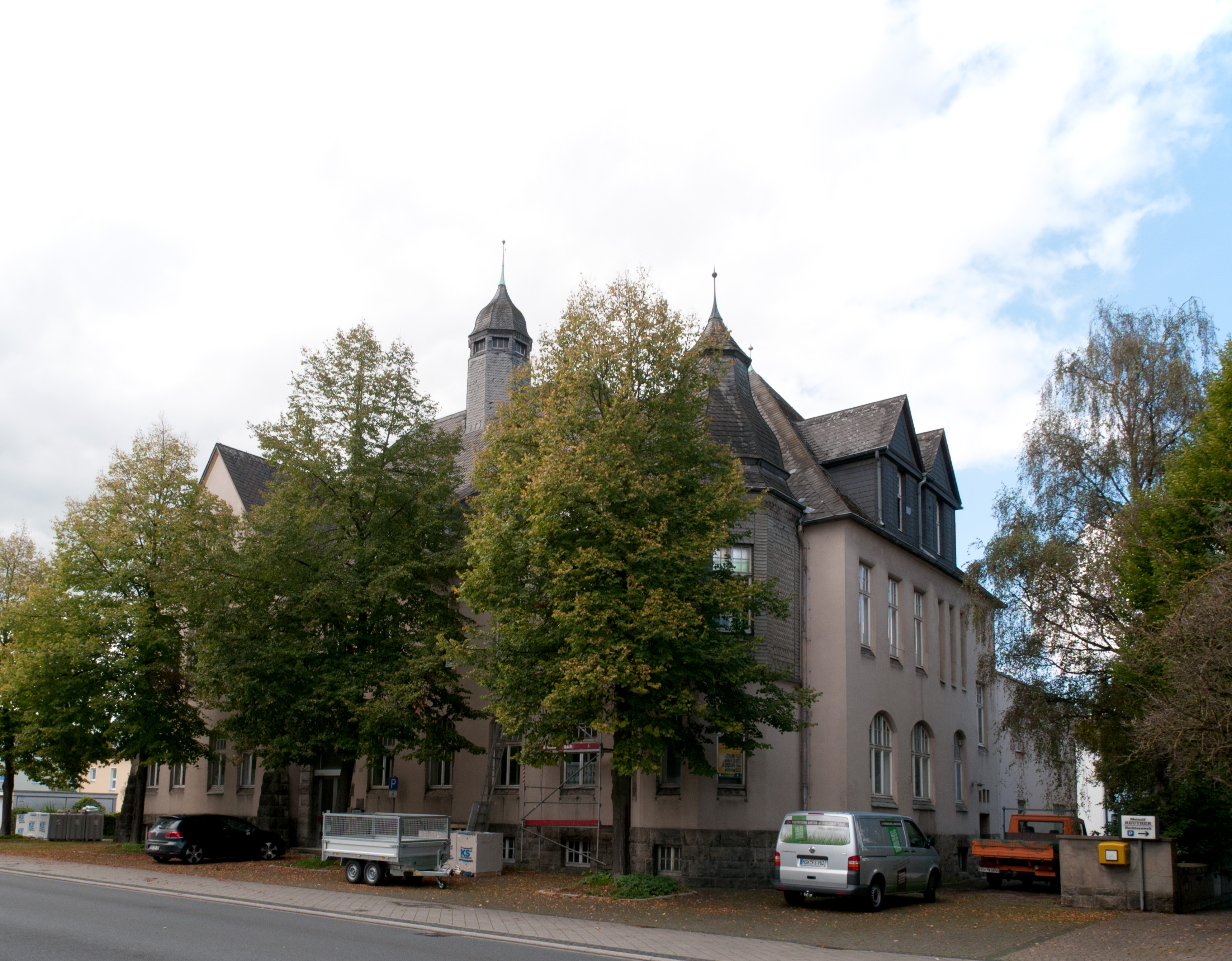
Altes Amtshaus Hüsten

Das Alte Amtshaus Hüsten ist ein denkmalgeschützter Bau im Arnsberger Stadtteil Hüsten aus dem Jahr 1910. 

## Geschichte und Architektur
Das Amt Hüsten wurde in seiner modernen Form 1837 aus sechzehn Gemeinden der vormaligen Kirchspiele Hüsten, Enkhausen und Voßwinkel gebildet. Einen wirklichen Verwaltungssitz gab es lange Zeit nicht. Die Amtsgeschäfte wurden häufig in einer Gastwirtschaft getätigt. Im Zuge der Industrialisierung insbesondere durch die Hüstener Gewerkschaft und des damit einhergehenden Bevölkerungswachstums nahm die Verwaltungstätigkeit zu und ließ das Bedürfnis nach einem neuen auch repräsentativen Amtssitz wachsen. Das Gebäude wurde vor allem von Amtsvorsteher Thüsing (1909–1919) unmittelbar nach seiner Amtsübernahme vorangetrieben und wurde 1910 eingeweiht.
Der zweigeschossige Bau wurde im Stil der Neorenaissance mit einigen Elementen des Jugendstils errichtet. Bemerkenswertes Gestaltungsmerkmal sind etwa der linke Seitenrisalit mit Eckquaderung, Satteldachgiebelschild und einer gestaffelten vierachsigen Fenstergliederung sowie der polygonale Eckturm. Auflockernd wirkt das rundbogige Portal. 
Auch nach der Gründung der Stadt Neheim-Hüsten (1941) und der Stadt Arnsberg (1975) änderte sich an der Funktion als Verwaltungsgebäude nichts. Zuletzt war dort das Arnsberger Jugendamt untergebracht. Nach einiger Zeit des Leerstandes wurde das Gebäude an einen Privateigentümer veräußert, der es unter Beachtung denkmalpflegerischer Gesichtspunkte zu Wohnzwecken umbaute.
Am Gebäude befindet sich eine Gedenktafel zu Ehren des Amtmannes und Gegners des Nationalsozialismus Rudolf Gunst. Im Jahr 1983 wurde der Bau in die Liste der Arnsberger Baudenkmäler aufgenommen.